# 12606 Apuleius
A 12606 Apuleius (ideiglenes jelöléssel 2043 P-L) a Naprendszer kisbolygóövében található aszteroida. Cornelis Johannes van Houten,  Ingrid van Houten-Groeneveld és Tom Gehrels fedezte fel 1960. szeptember 24-én.